# Noto (provincia)

Mappa delle province giapponesi con la provincia di Noto evidenziata

Noto (giapponese:能登国; -no kuni) fu una provincia del Giappone nell'area che corrisponde all'odierna prefettura di Ishikawa. Noto confinava con le province di Etchu e Kaga.
L'antica capitale e principale città castello era Nanao. All'inizio del periodo Sengoku la provincia era divisa tra diversi clan tra i quali spiccavano gli Hatakeyama che tuttavia a causa di diatribe interne persero il loro potere. Per la maggior parte della fine del periodo Sengoku Noto venne governata da un ramo minore del clan Maeda di Kaga.